# Belecthor II
En el universo imaginario de Tolkien y en los apéndices de la novela El Señor de los Anillos, Belecthor, hijo de Beregond, fue el vigésimo primer Senescal Regente de Gondor. Nació en Minas Tirith en 2752 T. E.. Su nombre es sindarin y puede traducirse como «águila grande». 
Sucedió a su padre en 2811 T. E. y continuó con la política de lucha contra los Corsarios de Umbar. Durante su Gobierno, el mago Gandalf el Gris urge al Concilio Blanco para atacar Dol Guldur, cuando descubre allí la presencia de Sauron; pero Saruman se opone a ello, pues para ese entonces ya estaba buscando el Anillo Único. 
Murió en 2872 T. E., siendo el último Senescal en superar los 100 años de vida. Fue sucedido por su hijo Thorondir.
El Árbol Blanco de Minas Tirith murió con él.